# Giovanni Bernacchini
Giovanni Bernacchini (3 juni 1973) is een Italiaans rallynavigator.

## Carrière
Giovanni Bernacchini is de zoon van oud rallynavigator Arnaldo Bernacchini, die in de jaren zeventig en tachtig actief was in het Wereldkampioenschap rally, onder meer met rijders Raffaele Pinto en Attilio Bettega. Giovanni debuteerde in 1995 in de rallysport en navigeerde in zijn eerste jaren voor verschillende rijders. In 2003 werd hij de vaste navigator van Mirco Baldacci, met wie hij actief was in beide het Junior World Rally Championship en het Production World Rally Championship. Na drie seizoenen nam hij plaats naast Gigi Galli, die op dat moment als privé-rijder actief was in het WK. Rijdend met een Peugeot 307 WRC eindigden ze derde tijdens de rally van Argentinië in 2006. In het seizoen 2008 maakten ze onderdeel uit van het Stobart Ford World Rally Team, actief met de Ford Focus RS WRC. Hun tweede podium resultaat behaalde ze dat jaar in Zweden, wederom als derde. De resultaten wisselden zich af gedurende het seizoen, en liep het dramatisch af na een heftig ongeluk in Duitsland, waarbij Galli zijn been brak en daardoor voor lange tijd uit de roulatie bleef. Bernacchini bleef ongedeerd.
Met Galli keerde Bernacchini niet meer terug en vanaf 2009 kwam hij naast Nasser Al-Attiyah te zitten. Zij waren eerst actief in het PWRC, maar vanaf 2010 in het nieuwe Super 2000 World Rally Championship met een Škoda Fabia S2000, waarna zij later overstapte naar een Ford Fiesta S2000. Hierin waren ze twee seizoenen actief met gemengd succes. In het seizoen 2012 rijden ze een bijna volledig WK-programma met een Citroën DS3 WRC, ingeschreven door het Qatar World Rally Team. In 2013 reden ze een geselecteerd seizoen met M-Sport, actief in de Ford Fiesta RS WRC. 